# Pincemajor
Pincemajor (szlovénül: Pince-Marof) magyarok lakta falu Szlovéniában a Muravidéken. Közigazgatásilag Lendva községhez tartozik.

## Fekvése
Lendvától 8 km-re délkeletre a szlovén Muravidék délkeleti csücskében a Mura bal partján a magyar és a horvát határ által határolt területen fekszik. Szlovénia legkeletibb települése.

## Története
Uradalmi majorként korábban Pince község részét képezte, csak a 20. században lett önálló falu.
Területét 1379-ben az alsólendvai Bánffy család kapta I. Lajos magyar királytól adományként. Pince falu első írásos említése 1381-ből származik "Pynche" alakban. 1524-ben "Pyncze" néven szerepel a korabeli forrásokban.
1644-ig a család kihalásáig volt a Bánffyak birtoka. Ezután a Nádasdy család birtoka lett. 1690- ben Eszterházy nádor több más valaha Bánffy-birtokkal együtt megvásárolta. Ezután végig a család birtoka maradt.
Közigazgatásilag területe Zala vármegye Alsólendvai járásának része volt. 1919-ben a Szerb–Horvát–Szlovén Királysághoz csatolták, ami tíz évvel később vette fel a Jugoszlávia nevet. 1941-ben a Muramentét a magyar hadsereg visszafoglalta és 1945-ig ismét Magyarország része volt, majd a második világháború befejezése után végleg jugoszláv kézbe került. 1991 óta a független Szlovén Köztársaság része. 2002-ben 115 lakosa volt.